# Mistrzostwa Europy w kolarstwie szosowym
Mistrzostwa Europy w kolarstwie szosowym – międzynarodowe zawody kolarskie rozgrywane co roku pod egidą Europejskiej Unii Kolarskiej (UEC).
Początkowo organizowane były tylko w kategorii młodzieżowej, tzn. dla zawodników i zawodniczek w przedziale wiekowym 19–22, w wyścigu ze startu wspólnego. Od 1997 rywalizacja o medale przebiega także w jeździe indywidualnej na czas, a od 2005 na starcie stają także juniorzy i juniorki, czyli zawodnicy i zawodniczki w wieku 17–18 lat.
Od 2016, na mocy decyzji Międzynarodowej Unii Kolarskiej z lutego 2014, w programie mistrzostw Starego Kontynentu pojawiły się także wyścigi kategorii elity mężczyzn i elity kobiet.
Mistrz i mistrzyni Europy w każdej z kategorii oprócz złotego medalu otrzymują niebieską koszulkę ze złotymi gwiazdami.

## Organizatorzy mistrzostw
| Rok  | Kraj                     | Miasto             | Miasto             | Kategoria           |
| Rok  | Kraj                     | Start wspólny      | Czasówka           | Kategoria           |
| ---- | ------------------------ | ------------------ | ------------------ | ------------------- |
| 1995 | Czechy                   | Trutnov            | —                  | U-23                |
| 1996 | Wielka Brytania          | Wyspa Man          | —                  | U-23                |
| 1997 | Austria                  | Villach            | Villach            | U-23                |
| 1998 | Szwecja                  | Uppsala            | Uppsala            | U-23                |
| 1999 | Portugalia               | Lizbona            | Lizbona            | U-23                |
| 2000 | Polska                   | Kielce             | Kielce             | U-23                |
| 2001 | Francja                  | Apremont           | Apremont           | U-23                |
| 2002 | Włochy                   | Bergamo            | Grassobbio         | U-23                |
| 2003 | Grecja                   | Ateny              | Vouliagmeni        | U-23                |
| 2004 | Estonia                  | Otepää             | Otepää             | U-23                |
| 2005 | Rosja                    | Moskwa             | Moskwa             | Junior i U-23       |
| 2006 | Holandia                 | Valkenburg         | Heerlen Valkenburg | Junior i U-23       |
| 2007 | Bułgaria                 | Sofia              | Sofia              | Junior i U-23       |
| 2008 | Włochy                   | Verbania Pallanza  | Arona Stresa       | Junior i U-23       |
| 2009 | Belgia                   | Hooglede-Gits      | Hooglede-Gits      | Junior i U-23       |
| 2010 | Turcja                   | Ankara             | Ankara             | Junior i U-23       |
| 2011 | Włochy                   | Offida             | Offida             | Junior i U-23       |
| 2012 | Holandia                 | Goes               | Goes               | Junior i U-23       |
| 2013 | Czechy                   | Ołomuniec          | Ołomuniec          | Junior i U-23       |
| 2014 | Szwajcaria               | Nyon               | Nyon               | Junior i U-23       |
| 2015 | Estonia                  | Tartu              | Tartu              | Junior i U-23       |
| 2016 | Francja                  | Plumelec           | Plumelec           | Junior, U-23, Elita |
| 2017 | Dania                    | Herning            | Herning            | Junior, U-23, Elita |
| 2018 | Czechy · Wielka Brytania | Zlín Glasgow       | Brno Glasgow       | Junior, U-23 Elita  |
| 2019 | Holandia                 | Alkmaar            | Alkmaar            | Junior, U-23, Elita |
| 2020 | Francja                  | Plouay             | Plouay             | Junior, U-23, Elita |
| 2021 | Włochy                   | Trydent            | Trydent            | Junior, U-23, Elita |
| 2022 | Portugalia · Niemcy      | Anadia Monachium   | Anadia Monachium   | Junior, U-23 Elita  |
| 2023 | Holandia                 | Drenthe            | Drenthe            | Junior, U-23, Elita |
| 2024 | Belgia                   | Limburgia          | Limburgia          | Junior, U-23, Elita |
| 2025 | Francja                  | Guilherand-Granges | Guilherand-Granges | Junior, U-23, Elita |

## Wyścigi mężczyzn elity
Start wspólny
| Rok  | Złoto              | Srebro               | Brąz             |
| ---- | ------------------ | -------------------- | ---------------- |
| 2016 | Peter Sagan        | Julian Alaphilippe   | Daniel Moreno    |
| 2017 | Alexander Kristoff | Elia Viviani         | Moreno Hofland   |
| 2018 | Matteo Trentin     | Mathieu van der Poel | Wout van Aert    |
| 2019 | Elia Viviani       | Yves Lampaert        | Pascal Ackermann |
| 2020 | Giacomo Nizzolo    | Arnaud Démare        | Pascal Ackermann |
| 2021 | Sonny Colbrelli    | Remco Evenepoel      | Benoît Cosnefroy |
| 2022 | Fabio Jakobsen     | Arnaud Démare        | Tim Merlier      |
| 2023 | Christophe Laporte | Wout van Aert        | Olav Kooij       |
| 2024 | Tim Merlier        | Olav Kooij           | Madis Mihkels    |

Jazda indywidualna na czas
| Rok  | Złoto                | Srebro               | Brąz                  |
| ---- | -------------------- | -------------------- | --------------------- |
| 2016 | Jonathan Castroviejo | Victor Campenaerts   | Moreno Moser          |
| 2017 | Victor Campenaerts   | Maciej Bodnar        | Ryan Mullen           |
| 2018 | Victor Campenaerts   | Jonathan Castroviejo | Maximilian Schachmann |
| 2019 | Remco Evenepoel      | Kasper Asgreen       | Edoardo Affini        |
| 2020 | Stefan Küng          | Rémi Cavagna         | Victor Campenaerts    |
| 2021 | Stefan Küng          | Filippo Ganna        | Remco Evenepoel       |
| 2022 | Stefan Bissegger     | Stefan Küng          | Filippo Ganna         |
| 2023 | Joshua Tarling       | Stefan Bissegger     | Wout van Aert         |
| 2024 | Edoardo Affini       | Stefan Küng          | Mattia Cattaneo       |

## Wyścigi kobiet elity
Start wspólny
| Rok  | Złoto                | Srebro               | Brąz                 |
| ---- | -------------------- | -------------------- | -------------------- |
| 2016 | Anna van der Breggen | Katarzyna Niewiadoma | Elisa Longo Borghini |
| 2017 | Marianne Vos         | Giorgia Bronzini     | Olga Zabielinska     |
| 2018 | Marta Bastianelli    | Marianne Vos         | Lisa Brennauer       |
| 2019 | Amy Pieters          | Elena Cecchini       | Lisa Klein           |
| 2020 | Annemiek van Vleuten | Elisa Longo Borghini | Katarzyna Niewiadoma |
| 2021 | Ellen van Dijk       | Liane Lippert        | Rasa Leleivytė       |
| 2022 | Lorena Wiebes        | Elisa Balsamo        | Rachele Barbieri     |
| 2023 | Mischa Bredewold     | Lorena Wiebes        | Lotte Kopecky        |
| 2024 | Lorena Wiebes        | Elisa Balsamo        | Daria Pikulik        |

Jazda indywidualna na czas
| Rok  | Złoto                | Srebro               | Brąz                    |
| ---- | -------------------- | -------------------- | ----------------------- |
| 2016 | Ellen van Dijk       | Anna van der Breggen | Olga Zabielinska        |
| 2017 | Ellen van Dijk       | Ann-Sophie Duyck     | Anna van der Breggen    |
| 2018 | Ellen van Dijk       | Anna van der Breggen | Trixi Worrack           |
| 2019 | Ellen van Dijk       | Lisa Klein           | Lucinda Brand           |
| 2020 | Anna van der Breggen | Ellen van Dijk       | Marlen Reusser          |
| 2021 | Marlen Reusser       | Ellen van Dijk       | Lisa Brennauer          |
| 2022 | Marlen Reusser       | Ellen van Dijk       | Riejanne Markus         |
| 2023 | Marlen Reusser       | Anna Henderson       | Christina Schweinberger |
| 2024 | Lotte Kopecky        | Ellen van Dijk       | Christina Schweinberger |

## Wyścigi mężczyzn do lat 23
Start wspólny
| Rok  | Złoto                   | Srebro              | Brąz                  |
| ---- | ----------------------- | ------------------- | --------------------- |
| 1995 | Mirko Celestino         | Romāns Vainšteins   | Giuliano Figueras     |
| 1996 | Cândido Barbosa         | Daniele Contrini    | Siergiej Iwanow       |
| 1997 | Salvatore Commesso      | Sven Montgomery     | Gerrit Glomser        |
| 1998 | Zoran Klemenčič         | Andy Vidts          | Raphael Schweda       |
| 1999 | Michele Gobbi           | Luca Paolini        | Fabio Bulgarelli      |
| 2000 | Graziano Gasparre       | Stefan Adamsson     | Lorenzo Bernucci      |
| 2001 | Giampaolo Caruso        | Eric Baumann        | Roman Łuhowyj         |
| 2002 | Michael Albasini        | Michaił Timoszyn    | Mathieu Sprick        |
| 2003 | Giovanni Visconti       | Jérémy Roy          | Kristjan Fajt         |
| 2004 | Kalvis Eisaks           | Tom Veelers         | Artūrs Ansons         |
| 2005 | František Raboň         | Anders Lund         | Nick Ingels           |
| 2006 | Benoît Sinner           | René Mandri         | Francesco Gavazzi     |
| 2007 | Andriej Klujew          | Ignatas Konovalovas | Normunds Lasis        |
| 2008 | Cyril Gautier           | Paul Voss           | Timofiej Kricki       |
| 2009 | Kris Boeckmans          | Jarosław Marycz     | Sacha Modolo          |
| 2010 | Piotr Gawroński         | Nelson Oliveira     | Arnaud Démare         |
| 2011 | Julian Kern             | Siarhiej Nowikau    | Kanstancin Klimiankou |
| 2012 | Jan Tratnik             | Andžs Flaksis       | Wouter Wippert        |
| 2013 | Sean De Bie             | Petr Vakoč          | Toms Skujiņš          |
| 2014 | Stefan Küng             | Iuri Filosi         | Anthony Turgis        |
| 2015 | Erik Baška              | Mamyr Stasz         | Davide Martinelli     |
| 2016 | Alaksandr Rabuszenka    | Bjorg Lambrecht     | Andrea Vendrame       |
| 2017 | Casper Pedersen         | Benoît Cosnefroy    | Marc Hirschi          |
| 2018 | Marc Hirschi            | Victor Lafay        | Fernando Barceló      |
| 2019 | Alberto Dainese         | Niklas Larsen       | Rait Ärm              |
| 2020 | Jonas Iversby Hvideberg | Anthon Charmig      | Vojtěch Řepa          |
| 2021 | Thibau Nys              | Filippo Baroncini   | Juan Ayuso            |
| 2022 | Felix Engelhardt        | Mathias Vacek       | Davide De Pretto      |
| 2023 | Henrik Breiner Pedersen | Iván Romeo          | Paul Magnier          |
| 2024 | Huub Artz               | Niklas Behrens      | Léandre Lozouet       |

Jazda indywidualna na czas
| Rok  | Złoto                 | Srebro               | Brąz                  |
| ---- | --------------------- | -------------------- | --------------------- |
| 1997 | Guillaume Auger       | Fabio Malberti       | Maurizio Caravaggio   |
| 1998 | Oleg Żukow            | Marco Pinotti        | László Bodrogi        |
| 1999 | Martin Cotar          | Charles Wegelius     | Nicolas Fritsch       |
| 2000 | Jewgienij Pietrow     | Paweł Zugaj          | Dmitrij Stiemow       |
| 2001 | Manuel Quinziato      | Aleksandr Biespałow  | Sebastian Lang        |
| 2002 | Jonas Olsson          | Aleksandr Biespałow  | Jure Zrimšek          |
| 2003 | Markus Fothen         | Jure Zrimšek         | Władimir Gusiew       |
| 2004 | Christian Müller      | Janez Brajkovič      | Aleksiej Jesin        |
| 2005 | Dmytro Hrabowski      | Dominique Cornu      | Janez Brajkovič       |
| 2006 | Dmytro Hrabowski      | Jérôme Coppel        | Dominique Cornu       |
| 2007 | Maksim Bielkow        | Rein Taaramäe        | Adriano Malori        |
| 2008 | Adriano Malori        | Timofiej Kricki      | Artiom Owieczkin      |
| 2009 | Marcel Kittel         | Timofiej Kricki      | Rasmus Quaade         |
| 2010 | Alex Dowsett          | Geoffrey Soupe       | Nelson Oliveira       |
| 2011 | Yoann Paillot         | Bob Jungels          | Vegard Stake Laengen  |
| 2012 | Rasmus Quaade         | Bob Jungels          | Ołeksandr Hołowasz    |
| 2013 | Victor Campenaerts    | Ołeksandr Hołowasz   | Jasha Sütterlin       |
| 2014 | Stefan Küng           | Davide Martinelli    | Aleksandr Jewtuszenko |
| 2015 | Steven Lammertink     | Marłen Zmorka        | Maximilian Schachmann |
| 2016 | Lennard Kämna         | Filippo Ganna        | Rémi Cavagna          |
| 2017 | Kasper Asgreen        | Mikkel Bjerg         | Corentin Ermenault    |
| 2018 | Edoardo Affini        | Izidor Penko         | Markus Wildauer       |
| 2019 | Johan Price-Pejtersen | Mikkel Bjerg         | Stefan Bissegger      |
| 2020 | Andreas Leknessund    | Stefan Bissegger     | Ilan Van Wilder       |
| 2021 | Johan Price-Pejtersen | Søren Wærenskjold    | Daan Hoole            |
| 2022 | Alec Segaert          | Fran Miholjević      | Eddy Le Huitouze      |
| 2023 | Alec Segaert          | Carl-Frederik Bévort | Gustav Wang           |
| 2024 | Alec Segaert          | Jakob Söderqvist     | Wessel Mouris         |

## Wyścigi kobiet do lat 23
Start wspólny
| Rok  | Złoto                     | Srebro                | Brąz                      |
| ---- | ------------------------- | --------------------- | ------------------------- |
| 1995 | Regina Schleicher         | Evi Gensheimer        | Elena Unruh               |
| 1996 | Hanka Kupfernagel         | Diana Žiliūtė         | Elisabeth Chevanne-Brunel |
| 1997 | Elisabeth Chevanne-Brunel | Tetyana Styazhkina    | Izasqun Bengoa            |
| 1998 | Susanne Ljungskog         | Diana Žiliūtė         | Mirella van Melis         |
| 1999 | Tetyana Styazhkina        | Oksana Saprykina      | Nicole Brändli            |
| 2000 | Alessandra D’Ettore       | Mirella van Melis     | Vera Carrara              |
| 2001 | Mirella van Melis         | Angela Hennig-Brodtka | Sophie Creux              |
| 2002 | Trixi Worrack             | Evy Van Damme         | Virginie Moinard          |
| 2003 | María Isabel Moreno       | Theresa Senff         | Vera Koedooder            |
| 2004 | Monica Holler             | Bertine Spijkerman    | Nathalie Tirard Collet    |
| 2005 | Gessica Turato            | Monica Holler         | Modesta Vžesniauskaitė    |
| 2006 | Marianne Vos              | Tatiana Guderzo       | Monica Holler             |
| 2007 | Marianne Vos              | Marta Bastianelli     | Rasa Leleivytė            |
| 2008 | Rasa Leleivytė            | Łesia Kałytowśka      | Marta Bastianelli         |
| 2009 | Chantal Blaak             | Katie Colclough       | Marianne Vos              |
| 2010 | Noortje Tabak             | Łesia Kałytowśka      | Aušrinė Trebaitė          |
| 2011 | Larisa Pankova            | Alena Amialiusik      | Lucinda Brand             |
| 2012 | Evelyn Arys               | Barbara Guarischi     | Kim de Baat               |
| 2013 | Susanna Zorzi             | Francesca Cauz        | Hanna Solovey             |
| 2014 | Sabrina Stultiens         | Elena Cecchini        | Annabelle Dreville        |
| 2015 | Katarzyna Niewiadoma      | Ilaria Sanguineti     | Thalita de Jong           |
| 2016 | Katarzyna Niewiadoma      | Cecilie Uttrup Ludwig | Séverine Eraud            |
| 2017 | Pernille Mathiesen        | Susanne Andersen      | Alice Barnes              |
| 2018 | Nikola Nosková            | Aafke Soet            | Letizia Paternoster       |
| 2019 | Letizia Paternoster       | Marta Lach            | Lonneke Uneken            |
| 2020 | Elisa Balsamo             | Lonneke Uneken        | Emma Norsgaard Jørgensen  |
| 2021 | Silvia Zanardi            | Blanka Kata Vas       | Évita Muzic               |
| 2022 | Shirin van Anrooij        | Vittoria Guazzini     | Fem van Empel             |
| 2023 | Ilse Pluimers             | Anna Shackley         | Linda Zanetti             |
| 2024 | Sofie van Rooijen         | Scarlett Souren       | Eleonora Gasparrini       |

Jazda indywidualna na czas
| Rok  | Złoto                 | Srebro                | Brąz                 |
| ---- | --------------------- | --------------------- | -------------------- |
| 1997 | Diana Žiliūtė         | Izasqun Bengoa        | Jenny Algelid        |
| 1998 | Diana Žiliūtė         | Susanne Ljungskog     | Rasa Mažeikytė       |
| 1999 | Tetyana Styazhkina    | Nicole Brändli        | Ceris Gilfillan      |
| 2000 | Lada Kozlikova        | Ceris Gilfillan       | Nicole Brändli       |
| 2001 | Nicole Brändli        | Lada Kozlikova        | Olga Zabielinska     |
| 2002 | Olga Zabielinska      | Vera Carrara          | Vera Koedooder       |
| 2003 | Virginie Moinard      | Madeleine Sandig      | María Isabel Moreno  |
| 2004 | Tatiana Guderzo       | Madeleine Sandig      | Anna Zugno           |
| 2005 | Madeleine Sandig      | Tatiana Guderzo       | Anna Zugno           |
| 2006 | Linda Villumsen       | Tatiana Guderzo       | Bianca Knoepfle      |
| 2007 | Linda Villumsen       | Switłana Haluk        | Martina Sáblíková    |
| 2008 | Ellen van Dijk        | Switłana Haluk        | Łesia Kałytowśka     |
| 2009 | Ellen van Dijk        | Emilia Fahlin         | Marianne Vos         |
| 2010 | Alexandra Burchenkova | Emilia Fahlin         | Katažina Sosna       |
| 2011 | Mélodie Lesueur       | Larisa Pankova        | Katažina Sosna       |
| 2012 | Anna van der Breggen  | Mieke Kröger          | Elisa Longo Borghini |
| 2013 | Hanna Solovey         | Rossella Ratto        | Ksenia Dobrynina     |
| 2014 | Mieke Kröger          | Séverine Eraud        | Ramona Korchini      |
| 2015 | Mieke Kröger          | Olga Shekel           | Corinna Lechner      |
| 2016 | Anastasiia Iakovenko  | Ksenyia Tuhai         | Lisa Klein           |
| 2017 | Pernille Mathiesen    | Cecilie Uttrup Ludwig | Lisa Klein           |
| 2018 | Aafke Soet            | Lisa Klein            | Nikola Nosková       |
| 2019 | Hannah Ludwig         | Mariia Novolodskaia   | Elena Pirrone        |
| 2020 | Hannah Ludwig         | Franziska Koch        | Marta Jaskulska      |
| 2021 | Vittoria Guazzini     | Hannah Ludwig         | Elena Pirrone        |
| 2022 | Shirin van Anrooij    | Vittoria Guazzini     | Marie Le Net         |
| 2023 | Zoe Backstedt         | Antonia Niedermaier   | Anniina Ahtosalo     |
| 2024 | Anniina Ahtosalo      | Antonia Niedermaier   | Marie Schreiber      |

## Juniorzy
Start wspólny
| Rok  | Złoto                    | Srebro              | Brąz                  |
| ---- | ------------------------ | ------------------- | --------------------- |
| 2005 | Iwan Rowny               | Andrej Solomennikow | Federico Masiero      |
| 2006 | Etienne Pieret           | Thomas Bertolini    | Ronan van Zandbeek    |
| 2007 | Michał Kwiatkowski       | Fabien Taillefer    | Ole Haavardsholm      |
| 2008 | Johan Le Bon             | Luke Rowe           | Piotr Gawroński       |
| 2009 | Luca Wackermann          | Barry Markus        | Arnaud Démare         |
| 2010 | Blaž Bogataj             | Bryan Coquard       | Rafael Reis           |
| 2011 | Pierre-Henri Lecuisinier | Olivier Le Gac      | Loïc Vliegen          |
| 2012 | Alexander Wachter        | Anthony Turgis      | Davide Ballerini      |
| 2013 | Frank Bonnamour          | Elie Gesbert        | Mathias van Gompel    |
| 2014 | Edoardo Affini           | Jordi Warlop        | Pierre Idjouadiene    |
| 2015 | Alan Banaszek            | Stan Dewulf         | Dennis van der Horst  |
| 2016 | Nicolas Malle            | Emilien Jeannière   | Tadej Pogačar         |
| 2017 | Michele Gazzoli          | Søren Wærenskjold   | Niklas Märkl          |
| 2018 | Remco Evenepoel          | Alexandre Balmer    | Carlos Rodriguez Cano |
| 2019 | Andrij Ponomar           | Maurice Ballerstedt | Andrea Piccolo        |
| 2020 | Kasper Andersen          | Pavel Bittner       | Arnaud De Lie         |
| 2021 | Romain Grégoire          | Per Strand Hagenes  | Lenny Martinez        |
| 2022 | Jan Christen             | Jørgen Nordhagen    | Léo Bisiaux           |
| 2023 | Anže Ravbar              | Matys Grisel        | Žak Eržen             |
| 2024 | Felix Ørn-Kristoff       | Héctor Álvarez      | Paul Seixas           |

Jazda indywidualna na czas
| Rok  | Złoto                   | Srebro              | Brąz               |
| ---- | ----------------------- | ------------------- | ------------------ |
| 2005 | Dmitry Sokolov          | Jewgienij Nikolenko | Manuele Boaro      |
| 2006 | Dmitry Sokolov          | Tony Gallopin       | Adriano Malori     |
| 2007 | Ilnur Zakarin           | Michał Kwiatkowski  | Piotr Gawroński    |
| 2008 | Michał Kwiatkowski      | Vegard Breen        | Johan Le Bon       |
| 2009 | Joseph Perrett          | Bob Jungels         | Kévin Labèque      |
| 2010 | Kiril Yatsevich         | Émilien Viennet     | Marlen Zmorka      |
| 2011 | Alberto Bettiol         | Alexis Gougeard     | Aleksej Rydakin    |
| 2012 | Mathias Krigbaum        | Ryan Mullen         | Matej Mohoric      |
| 2013 | Nikolay Cherkasov       | Igor Decraene       | Rémi Cavagna       |
| 2014 | Lennard Kämna           | Corentin Ermenault  | Tobias Foss        |
| 2015 | Nikolai Ilechev         | Tobias Foss         | Max Singer         |
| 2016 | Alexys Brunel           | Marc Hirschi        | Iver Knotten       |
| 2017 | Andreas Leknessund      | Julius Johansen     | Sébastien Grignard |
| 2018 | Remco Evenepoel         | Ilan Van Wilder     | Antonio Tiberi     |
| 2019 | Andrea Piccolo          | Lars Boven          | Enzo Leijnse       |
| 2020 | Mathias Vacek           | Marco Brenner       | Lorenzo Milesi     |
| 2021 | Alec Segaert            | Cian Uijtdebroeks   | Eddy Le Huitouze   |
| 2022 | Mathieu Kockelmann      | Jens Verbrugghe     | Emil Herzog        |
| 2023 | Albert Withen Philipsen | Jørgen Nordhagen    | Sente Sentjens     |
| 2024 | Michiel Mouris          | Jasper Schoofs      | Paul Fietzke       |

## Juniorki
Start wspólny
| Rok  | Złoto                  | Srebro                   | Brąz                   |
| ---- | ---------------------- | ------------------------ | ---------------------- |
| 2005 | Aleksandra Burchenkowa | Ekaterina Novozhilowa    | Marta Bastianelli      |
| 2006 | Mie Bekker Lacota      | Elisa Van Hage           | Julia Krasniak         |
| 2007 | Valentina Scandolara   | Daria Gorbatovskaya      | Gloria Presti          |
| 2008 | Valentina Scandolara   | Valerija Kononenko       | Jessie Daams           |
| 2009 | Elena Cecchini         | Laura van der Kamp       | Pauline Ferrand-Prévot |
| 2010 | Anna Trevisi           | Pauline Ferrand-Prévot   | Rosella Ratto          |
| 2011 | Rossella Ratto         | Jessy Druyts             | Chiara Vannucci        |
| 2012 | Lucy Garner            | Anna Zita Maria Stricker | Kirsten Coppens        |
| 2013 | Greta Richioud         | Severine Eraud           | Ksenia Tuhai           |
| 2014 | Sofia Bertizzolo       | Nicole Koller            | Daria Egorova          |
| 2015 | Nadia Quagliotto       | Rachele Barbieri         | Karina Kasenova        |
| 2016 | Liane Lippert          | Elisa Balsamo            | Sophie Wright          |
| 2017 | Lorena Wiebes          | Emma Norsgaard Jørgensen | Letizia Paternoster    |
| 2018 | Aigul Gareeva          | Vittoria Guazzini        | Hannah Ludwig          |
| 2019 | Ilse Pluimers          | Sofie van Rooijen        | Kristina Nenadovic     |
| 2020 | Eleonora Gasparrini    | Marith Vanhove           | Katrijn De Clercq      |
| 2021 | Linda Riedmann         | Eleonora Ciabocco        | Eglantine Rayer        |
| 2022 | Eglantine Rayer        | Eleonora Ciabocco        | Federica Venturelli    |
| 2023 | Fleur Moors            | Federica Venturelli      | Léane Tabu             |
| 2024 | Puck Langenbarg        | Messane Bräutigam        | Stepanka Dubcová       |

Jazda indywidualna na czas
| Rok  | Złoto                  | Srebro                 | Brąz                     |
| ---- | ---------------------- | ---------------------- | ------------------------ |
| 2005 | Aleksandra Dawidowicz  | Aušrinė Trebaitė       | Łesia Kałytowśka         |
| 2006 | Mie Bekker Lacota      | Trine Schmidt Hansen   | Aleksandra Burčenkova    |
| 2007 | Valerija Kononenko     | Anne-Marie Schmitt     | Alena Ameliusik          |
| 2008 | Valerija Kononenko     | Jacqueline Hahn        | Marija Mišina            |
| 2009 | Pauline Ferrand-Prévot | Hanna Solovey          | Maria Grandt Petersen    |
| 2010 | Hanna Solovey          | Pauline Ferrand-Prévot | Alexia Muffat            |
| 2011 | Rossella Ratto         | Mathilde Favre         | Svetlana Kaširina        |
| 2012 | Corine van der Zijden  | Ksenija Dobrynina      | Lotte Kopecky            |
| 2013 | Severine Eraud         | Floortje Mackaij       | Olena Demidova           |
| 2014 | Aafke Soet             | Alice Gasparini        | Greta Richioud           |
| 2015 | Agnieszka Skalniak     | Ksenia Tcymbaliuk      | Yara Kastelijn           |
| 2016 | Lisa Morzenti          | Alessia Vigilia        | Juliette Labous          |
| 2017 | Elena Pirrone          | Letizia Paternoster    | Emma Norsgaard Jørgensen |
| 2018 | Vittoria Guazzini      | Hannah Ludwig          | Marta Jaskulska          |
| 2019 | Shirin van Anrooij     | Aigul Gareeva          | Wilma Olausson           |
| 2020 | Elise Uijen            | Maëva Squiban          | Carlotta Cipressi        |
| 2021 | Alena Ivanchenko       | Antonia Niedermaier    | Elise Uijen              |
| 2022 | Justyna Czapla         | Eglantine Rayer        | Febe Jooris              |
| 2023 | Federica Venturelli    | Stina Kagevi           | Hannah Kunz              |
| 2024 | Paula Ostiz            | Fee Knaven             | Viktória Chladoňová      |

## Sztafety mieszane
Jazda drużynowa na czas elity
| Rok  | Złoto | Srebro | Brąz |
| ---- | --- | --- | --- |
| 2019 | Holandia Bauke Mollema · Amy Pieters · Ramon Sinkeldam · Floortje Mackaij · Koen Bouwman · Riejanne Markus           | Niemcy Lisa Klein · Jasha Sütterlin · Mieke Kröger · Justin Wolf · Lisa Brennauer · Marco Mathis                     | Włochy Vittoria Guazzini · Edoardo Affini · Elisa Longo Borghini · Manuele Boaro · Silvia Valsecchi · Davide Martinelli          |
| 2020 | Niemcy Lisa Brennauer · Lisa Klein · Mieke Kröger · Miguel Heidemann · Michel Hessmann · Justin Wolf                 | Szwajcaria Elise Chabbey · Marlen Reusser · Kathrin Stirnemann · Stefan Bissegger · Robin Froidevaux · Claudio Imhof | Włochy Vittoria Bussi · Elena Cecchini · Vittoria Guazzini · Edoardo Affini · Liam Bertazzo · Davide Plebani                     |
| 2021 | Włochy Matteo Sobrero · Filippo Ganna · Alessandro De Marchi · Elena Cecchini · Marta Cavalli · Elisa Longo Borghini | Niemcy Miguel Heidemann · Max Walscheid · Justin Wolf · Tanja Erath · Mieke Kröger · Corinna Lechner                 | Holandia Koen Bouwman · Jos van Emden · Bauke Mollema · Floortje Mackaij · Amy Pieters · Demi Vollering                          |
| 2022 | Nie rozgrywano | Nie rozgrywano | Nie rozgrywano |
| 2023 | Francja Bruno Armirail · Rémi Cavagna · Benjamin Thomas · Audrey Cordon-Ragot · Cédrine Kerbaol · Juliette Labous    | Włochy Edoardo Affini · Mattia Cattaneo · Matteo Sobrero · Elena Cecchini · Vittoria Guazzini · Soraya Paladin       | Niemcy Miguel Heidemann · Jannik Steimle · Max Walscheid · Lisa Klein · Franziska Koch · Mieke Kröger                            |
| 2024 | Włochy Edoardo Affini · Mattia Cattaneo · Mirco Maestri · Elena Cecchini · Vittoria Guazzini · Gaia Masetti          | Niemcy Nils Politt · Jannik Steimle · Max Walscheid · Lisa Klein · Franziska Koch · Mieke Kröger                     | Belgia Edward Theuns · Noah Vandenbranden · Victor Vercouillie · Alana Castrique · Marion Norbert-Riberolle · Jesse Vandenbulcke |

## Klasyfikacja medalowa
| Miejsce | Reprezentacja   | Złoto | Srebro | Brąz | Razem |
| ------- | --------------- | ----- | ------ | ---- | ----- |
| 1       | Włochy          | 46    | 39     | 41   | 126   |
| 2       | Holandia        | 40    | 22     | 27   | 89    |
| 3       | Francja         | 20    | 27     | 36   | 83    |
| 4       | Niemcy          | 20    | 27     | 23   | 70    |
| 5       | Rosja           | 18    | 14     | 18   | 50    |
| 6       | Belgia          | 17    | 18     | 19   | 54    |
| 7       | Dania           | 15    | 12     | 5    | 32    |
| 8       | Szwajcaria      | 12    | 12     | 6    | 30    |
| 9       | Ukraina         | 9     | 12     | 6    | 27    |
| 10      | Polska          | 8     | 6      | 6    | 20    |
| 11      | Norwegia        | 5     | 8      | 5    | 18    |
| 12      | Wielka Brytania | 5     | 6      | 3    | 14    |
| 13      | Czechy          | 4     | 4      | 4    | 12    |
| 14      | Słowenia        | 4     | 3      | 6    | 13    |
| 15      | Szwecja         | 3     | 7      | 3    | 13    |
| 16      | Litwa           | 3     | 4      | 7    | 14    |
| 17      | Hiszpania       | 3     | 4      | 6    | 13    |
| 18      | Słowacja        | 2     | 0      | 1    | 3     |
| 19      | Luksemburg      | 1     | 4      | 1    | 6     |
| 20      | Białoruś        | 1     | 3      | 3    | 7     |
| 21      | Łotwa           | 1     | 2      | 3    | 6     |
| 22      | Austria         | 1     | 1      | 4    | 6     |
| 23      | Portugalia      | 1     | 1      | 2    | 4     |
| 24      | Chorwacja       | 1     | 1      | 0    | 2     |
| 25      | Finlandia       | 1     | 0      | 1    | 2     |
| 26      | Estonia         | 0     | 2      | 3    | 5     |
| 27      | Węgry           | 0     | 1      | 1    | 2     |
| 27      | Irlandia        | 0     | 1      | 1    | 2     |
| Razem   | Razem           | 241   | 241    | 241  | 723   |